# Camaridium bradeorum
Camaridium bradeorum är en orkidéart som beskrevs av Rudolf Schlechter. Camaridium bradeorum ingår i släktet Camaridium och familjen orkidéer. Inga underarter finns listade i Catalogue of Life.